# 20e étape du Tour d'Espagne 2019
Pour un article plus général, voir Tour d'Espagne 2019.
La 20e étape du Tour d'Espagne 2019 se déroule le samedi 14 septembre 2019, sous la forme d'une étape de montagne, entre Arenas de San Pedro et Plataforma de Gredos, sur une distance de 189 km.

## Résultats

### Classement de l'étape
| \| Classement de l'étape \| Classement de l'étape \| Classement de l'étape \| Classement de l'étape \| Classement de l'étape \| \| Coureur \| Coureur \| Pays \| Équipe \| Temps \| \| --------------------- \| --------------------- \| --------------------- \| --------------------- \| --------------------- \| \| 1er \| Tadej Pogačar \| Slovénie \| UAE Team Emirates \| 5 h 16 min 40 s \| \| 2e \| Alejandro Valverde \| Espagne \| Movistar Team \| + 1 min 32 s \| \| 3e \| Rafał Majka \| Pologne \| Bora-Hansgrohe \| + 1 min 32 s \| \| 4e \| Hermann Pernsteiner \| Autriche \| Bahrain-Merida \| + 1 min 32 s \| \| 5e \| Primož Roglič \| Slovénie \| Team Jumbo-Visma \| + 1 min 41 s \| \| 6e \| Sergio Higuita \| Colombie \| EF Education First \| + 1 min 49 s \| \| 7e \| Dylan Teuns \| Belgique \| Bahrain-Merida \| + 1 min 49 s \| \| 8e \| Nairo Quintana \| Colombie \| Movistar Team \| + 1 min 56 s \| \| 9e \| Mikel Nieve \| Espagne \| Mitchelton-Scott \| + 1 min 59 s \| \| 10e \| Wilco Kelderman \| Pays-Bas \| Team Sunweb \| + 1 min 59 s \| |                     |          |                    |                 |
| |                     |          |                    |                 |
| Source : ProCyclingStats |                     |          |                    |                 |
| Classement de l'étape |                     |          |                    |                 |
| Coureur | Coureur             | Pays     | Équipe             | Temps           |
| 1er | Tadej Pogačar       | Slovénie | UAE Team Emirates  | 5 h 16 min 40 s |
| 2e | Alejandro Valverde  | Espagne  | Movistar Team      | + 1 min 32 s    |
| 3e | Rafał Majka         | Pologne  | Bora-Hansgrohe     | + 1 min 32 s    |
| 4e | Hermann Pernsteiner | Autriche | Bahrain-Merida     | + 1 min 32 s    |
| 5e | Primož Roglič       | Slovénie | Team Jumbo-Visma   | + 1 min 41 s    |
| 6e | Sergio Higuita      | Colombie | EF Education First | + 1 min 49 s    |
| 7e | Dylan Teuns         | Belgique | Bahrain-Merida     | + 1 min 49 s    |
| 8e | Nairo Quintana      | Colombie | Movistar Team      | + 1 min 56 s    |
| 9e | Mikel Nieve         | Espagne  | Mitchelton-Scott   | + 1 min 59 s    |
| 10e | Wilco Kelderman     | Pays-Bas | Team Sunweb        | + 1 min 59 s    |

## Classements à l'issue de l'étape

### Classement général
| \| Classement général \| Classement général \| Classement général \| Classement général \| Classement général \| \| Coureur \| Coureur \| Pays \| Équipe \| Temps \| \| ------------------ \| ------------------ \| ------------------ \| ------------------ \| ------------------ \| \| 1er \| Primož Roglič \| Slovénie \| Team Jumbo-Visma \| 80 h 18 min 54 s \| \| 2e \| Alejandro Valverde \| Espagne \| Movistar Team \| + 2 min 33 s \| \| 3e \| Tadej Pogačar \| Slovénie \| UAE Team Emirates \| + 2 min 55 s \| \| 4e \| Nairo Quintana \| Colombie \| Movistar Team \| + 3 min 46 s \| \| 5e \| Miguel Ángel López \| Colombie \| Astana \| + 4 min 48 s \| \| 6e \| Rafał Majka \| Pologne \| Bora-Hansgrohe \| + 7 min 33 s \| \| 7e \| Wilco Kelderman \| Pays-Bas \| Team Sunweb \| + 10 min 04 s \| \| 8e \| Carl Fredrik Hagen \| Norvège \| Lotto-Soudal \| + 12 min 54 s \| \| 9e \| Marc Soler \| Espagne \| Movistar Team \| + 22 min 27 s \| \| 10e \| Mikel Nieve \| Espagne \| Mitchelton-Scott \| + 22 min 34 s \| |                    |          |                   |                  |
| |                    |          |                   |                  |
| Source : ProCyclingStats |                    |          |                   |                  |
| Classement général |                    |          |                   |                  |
| Coureur | Coureur            | Pays     | Équipe            | Temps            |
| 1er | Primož Roglič      | Slovénie | Team Jumbo-Visma  | 80 h 18 min 54 s |
| 2e | Alejandro Valverde | Espagne  | Movistar Team     | + 2 min 33 s     |
| 3e | Tadej Pogačar      | Slovénie | UAE Team Emirates | + 2 min 55 s     |
| 4e | Nairo Quintana     | Colombie | Movistar Team     | + 3 min 46 s     |
| 5e | Miguel Ángel López | Colombie | Astana            | + 4 min 48 s     |
| 6e | Rafał Majka        | Pologne  | Bora-Hansgrohe    | + 7 min 33 s     |
| 7e | Wilco Kelderman    | Pays-Bas | Team Sunweb       | + 10 min 04 s    |
| 8e | Carl Fredrik Hagen | Norvège  | Lotto-Soudal      | + 12 min 54 s    |
| 9e | Marc Soler         | Espagne  | Movistar Team     | + 22 min 27 s    |
| 10e | Mikel Nieve        | Espagne  | Mitchelton-Scott  | + 22 min 34 s    |

| Classement par points | Classement par points | Classement par points | Classement par points | Classement par points |
| Coureur               | Coureur               | Pays                  | Équipe                | Points                |
| --------------------- | --------------------- | --------------------- | --------------------- | --------------------- |
| 1er                   | Primož Roglič         | Slovénie              | Team Jumbo-Visma      | 155 pts               |
| 2e                    | Tadej Pogačar         | Slovénie              | UAE Team Emirates     | 136 pts               |
| 3e                    | Alejandro Valverde    | Espagne               | Movistar Team         | 132 pts               |
| 4e                    | Sam Bennett           | Irlande               | Bora-Hansgrohe        | 114 pts               |
| 5e                    | Nairo Quintana        | Colombie              | Movistar Team         | 100 pts               |
| 6e                    | Miguel Ángel López    | Colombie              | Astana                | 76 pts                |
| 7e                    | Philippe Gilbert      | Belgique              | Deceuninck-Quick Step | 73 pts                |
| 8e                    | Dylan Teuns           | Belgique              | Bahrain-Merida        | 69 pts                |
| 9e                    | Sergio Higuita        | Colombie              | EF Education First    | 62 pts                |
| 10e                   | Rafał Majka           | Pologne               | Bora-Hansgrohe        | 62 pts                |

| Classement par points | Classement par points | Classement par points | Classement par points | Classement par points |
| Coureur               | Coureur               | Pays                  | Équipe                | Points                |
| --------------------- | --------------------- | --------------------- | --------------------- | --------------------- |
| 1er                   | Primož Roglič         | Slovénie              | Team Jumbo-Visma      | 155 pts               |
| 2e                    | Tadej Pogačar         | Slovénie              | UAE Team Emirates     | 136 pts               |
| 3e                    | Alejandro Valverde    | Espagne               | Movistar Team         | 132 pts               |
| 4e                    | Sam Bennett           | Irlande               | Bora-Hansgrohe        | 114 pts               |
| 5e                    | Nairo Quintana        | Colombie              | Movistar Team         | 100 pts               |
| 6e                    | Miguel Ángel López    | Colombie              | Astana                | 76 pts                |
| 7e                    | Philippe Gilbert      | Belgique              | Deceuninck-Quick Step | 73 pts                |
| 8e                    | Dylan Teuns           | Belgique              | Bahrain-Merida        | 69 pts                |
| 9e                    | Sergio Higuita        | Colombie              | EF Education First    | 62 pts                |
| 10e                   | Rafał Majka           | Pologne               | Bora-Hansgrohe        | 62 pts                |

| Classement de la montagne | Classement de la montagne | Classement de la montagne | Classement de la montagne     | Classement de la montagne |
| Coureur                   | Coureur                   | Pays                      | Équipe                        | Points                    |
| ------------------------- | ------------------------- | ------------------------- | ----------------------------- | ------------------------- |
| 1er                       | Geoffrey Bouchard         | France                    | AG2R La Mondiale              | 76 pts                    |
| 2e                        | Ángel Madrazo             | Espagne                   | Burgos-BH                     | 44 pts                    |
| 3e                        | Sergio Samitier           | Espagne                   | Euskadi Basque Country-Murias | 42 pts                    |
| 4e                        | Tadej Pogačar             | Slovénie                  | UAE Team Emirates             | 38 pts                    |
| 5e                        | Tao Geoghegan Hart        | Royaume-Uni               | Team Ineos                    | 35 pts                    |
| 6e                        | Wout Poels                | Pays-Bas                  | Team Ineos                    | 31 pts                    |
| 7e                        | Alejandro Valverde        | Espagne                   | Movistar Team                 | 29 pts                    |
| 8e                        | Sergio Henao              | Colombie                  | UAE Team Emirates             | 27 pts                    |
| 9e                        | Jakob Fuglsang            | Danemark                  | Astana                        | 24 pts                    |
| 10e                       | Mikel Bizkarra            | Espagne                   | Euskadi Basque Country-Murias | 22 pts                    |

| Classement de la montagne | Classement de la montagne | Classement de la montagne | Classement de la montagne     | Classement de la montagne |
| Coureur                   | Coureur                   | Pays                      | Équipe                        | Points                    |
| ------------------------- | ------------------------- | ------------------------- | ----------------------------- | ------------------------- |
| 1er                       | Geoffrey Bouchard         | France                    | AG2R La Mondiale              | 76 pts                    |
| 2e                        | Ángel Madrazo             | Espagne                   | Burgos-BH                     | 44 pts                    |
| 3e                        | Sergio Samitier           | Espagne                   | Euskadi Basque Country-Murias | 42 pts                    |
| 4e                        | Tadej Pogačar             | Slovénie                  | UAE Team Emirates             | 38 pts                    |
| 5e                        | Tao Geoghegan Hart        | Royaume-Uni               | Team Ineos                    | 35 pts                    |
| 6e                        | Wout Poels                | Pays-Bas                  | Team Ineos                    | 31 pts                    |
| 7e                        | Alejandro Valverde        | Espagne                   | Movistar Team                 | 29 pts                    |
| 8e                        | Sergio Henao              | Colombie                  | UAE Team Emirates             | 27 pts                    |
| 9e                        | Jakob Fuglsang            | Danemark                  | Astana                        | 24 pts                    |
| 10e                       | Mikel Bizkarra            | Espagne                   | Euskadi Basque Country-Murias | 22 pts                    |

| Classement du meilleur jeune | Classement du meilleur jeune | Classement du meilleur jeune | Classement du meilleur jeune  | Classement du meilleur jeune |
| Coureur                      | Coureur                      | Pays                         | Équipe                        | Temps                        |
| ---------------------------- | ---------------------------- | ---------------------------- | ----------------------------- | ---------------------------- |
| 1er                          | Tadej Pogačar                | Slovénie                     | UAE Team Emirates             | 80 h 21 min 49 s             |
| 2e                           | Miguel Ángel López           | Colombie                     | Astana                        | + 1 min 53 s                 |
| 3e                           | James Knox                   | Royaume-Uni                  | Deceuninck-Quick Step         | + 20 min 00 s                |
| 4e                           | Sergio Higuita               | Colombie                     | EF Education First            | + 29 min 22 s                |
| 5e                           | Ruben Guerreiro              | Portugal                     | Katusha-Alpecin               | + 39 min 10 s                |
| 6e                           | Tao Geoghegan Hart           | Royaume-Uni                  | Team Ineos                    | + 1 h 00 min 48 s            |
| 7e                           | Kilian Frankiny              | Suisse                       | Groupama-FDJ                  | + 1 h 08 min 47 s            |
| 8e                           | Óscar Rodríguez Garaicoechea | Espagne                      | Euskadi Basque Country-Murias | + 1 h 10 min 19 s            |
| 9e                           | Ben O'Connor                 | Australie                    | Dimension Data                | + 1 h 22 min 58 s            |
| 10e                          | Sepp Kuss                    | États-Unis                   | Team Jumbo-Visma              | + 1 h 32 min 38 s            |

| Classement du meilleur jeune | Classement du meilleur jeune | Classement du meilleur jeune | Classement du meilleur jeune  | Classement du meilleur jeune |
| Coureur                      | Coureur                      | Pays                         | Équipe                        | Temps                        |
| ---------------------------- | ---------------------------- | ---------------------------- | ----------------------------- | ---------------------------- |
| 1er                          | Tadej Pogačar                | Slovénie                     | UAE Team Emirates             | 80 h 21 min 49 s             |
| 2e                           | Miguel Ángel López           | Colombie                     | Astana                        | + 1 min 53 s                 |
| 3e                           | James Knox                   | Royaume-Uni                  | Deceuninck-Quick Step         | + 20 min 00 s                |
| 4e                           | Sergio Higuita               | Colombie                     | EF Education First            | + 29 min 22 s                |
| 5e                           | Ruben Guerreiro              | Portugal                     | Katusha-Alpecin               | + 39 min 10 s                |
| 6e                           | Tao Geoghegan Hart           | Royaume-Uni                  | Team Ineos                    | + 1 h 00 min 48 s            |
| 7e                           | Kilian Frankiny              | Suisse                       | Groupama-FDJ                  | + 1 h 08 min 47 s            |
| 8e                           | Óscar Rodríguez Garaicoechea | Espagne                      | Euskadi Basque Country-Murias | + 1 h 10 min 19 s            |
| 9e                           | Ben O'Connor                 | Australie                    | Dimension Data                | + 1 h 22 min 58 s            |
| 10e                          | Sepp Kuss                    | États-Unis                   | Team Jumbo-Visma              | + 1 h 32 min 38 s            |

| Classement par équipes | Classement par équipes        | Classement par équipes | Classement par équipes |
| Équipe                 | Équipe                        | Pays                   | Temps                  |
| ---------------------- | ----------------------------- | ---------------------- | ---------------------- |
| 1re                    | Movistar Team                 | Espagne                | 240 h 01 min 24 s      |
| 2e                     | Astana                        | Kazakhstan             | + 51 min 38 s          |
| 3e                     | Team Jumbo-Visma              | Pays-Bas               | + 2 h 03 min 42 s      |
| 4e                     | Mitchelton-Scott              | Australie              | + 2 h 26 min 47 s      |
| 5e                     | AG2R La Mondiale              | France                 | + 3 h 14 min 09 s      |
| 6e                     | Team Sunweb                   | Allemagne              | + 3 h 20 min 01 s      |
| 7e                     | Euskadi Basque Country-Murias | Espagne                | + 3 h 38 min 55 s      |
| 8e                     | Bahrain-Merida                | Bahreïn                | + 3 h 45 min 14 s      |
| 9e                     | Dimension Data                | Afrique du Sud         | + 3 h 55 min 52 s      |
| 10e                    | Ineos                         | Royaume-Uni            | + 4 h 00 min 34 s      |

| Classement par équipes | Classement par équipes        | Classement par équipes | Classement par équipes |
| Équipe                 | Équipe                        | Pays                   | Temps                  |
| ---------------------- | ----------------------------- | ---------------------- | ---------------------- |
| 1re                    | Movistar Team                 | Espagne                | 240 h 01 min 24 s      |
| 2e                     | Astana                        | Kazakhstan             | + 51 min 38 s          |
| 3e                     | Team Jumbo-Visma              | Pays-Bas               | + 2 h 03 min 42 s      |
| 4e                     | Mitchelton-Scott              | Australie              | + 2 h 26 min 47 s      |
| 5e                     | AG2R La Mondiale              | France                 | + 3 h 14 min 09 s      |
| 6e                     | Team Sunweb                   | Allemagne              | + 3 h 20 min 01 s      |
| 7e                     | Euskadi Basque Country-Murias | Espagne                | + 3 h 38 min 55 s      |
| 8e                     | Bahrain-Merida                | Bahreïn                | + 3 h 45 min 14 s      |
| 9e                     | Dimension Data                | Afrique du Sud         | + 3 h 55 min 52 s      |
| 10e                    | Ineos                         | Royaume-Uni            | + 4 h 00 min 34 s      |